# Kongahälla Center
Kongahälla Center är ett köpcentrum i Kungälv som förvaltas av Kongahälla Shopping AB (Adapta Fastigheter och Alecta). Köpcentrumet invigdes i mars 2019 och har cirka 100 butiker och restauranger på en yta av 37 000 m². Motorvägen E6 passerar precis bredvid köpcentrumet. Bredvid köpcentrumet ligger busscentralen Kungälvs resecentrum. Resecentrumet trafikeras av bland andra X4, Marstrandsexpressen, Orust-, Stenungsund- och Tjörnexpressen samt flera andra av Västtrafiks bussar.